# バングラデシュの国章
バングラデシュの国章（バングラデシュのこくしょう、ベンガル語:  বাংলাদেশের জাতীয় প্রতীক）は、独立時の1971年に制定された。
象徴としてスイレンが使われており、その両側が稲束で囲われている。スイレンの上には、4つの星と花のつぼみがある。スイレンは、バングラデシュを流れる多くの川を表している。米は、それがバングラデシュの主要な食物・作物であることを表している。
この国章は、硬貨のデザインにも用いられている。